# Игрушка (Чёрное зеркало)
«Игру́шка» (англ. Plaything) — четвёртый эпизод седьмого сезона британского научно-фантастического телесериала «Чёрное зеркало». Сценарий написал создатель и шоураннер сериала Чарли Брукер, а режиссёром выступил Дэвид Слэйд. Премьера наряду с остальной частью седьмого сезона состоялась 10 апреля 2025 года на Netflix.
По сюжету, бывший журналист, писавший о видеоиграх, рассказывает историю о том, как в 1990-х годах он совершил убийство. События эпизода происходят в той же вселенной, что и события интерактивного фильма «Чёрное зеркало: Брандашмыг»; Уилл Поултер и Асим Чаудри вернулись к своим ролям.

## Сюжет
В 2034 году Кэмерон Уокер (Питер Капальди и Льюис Гриббен) был задержан полицией за кражу в магазине, а после арестован за убийство неизвестного человека сорокалетней давности. На допросе Кэмерон принялся рассказывать о своей работе в журнале PC Zone в 1990-х годы. Его обзоры привлекли внимание эксцентричного программиста Колина Ритмана (Уилл Поултер) из Tuckersoft, и Кэмерона пригласили в офис компании, чтобы он сделал обзор последней игры Колина. Тот показал Кэмерону игру в жанре симуляторя жизни под названием Thronglets и заявил, что существа в игре являются разумными формами жизни. Кэмерон украл копию игры и начал играть в неё дома, в процессе чего пришёл в восторг от существ и их языка.
Приятель Кэмерона, наркоторговец Ламп, однажды приходит к нему и предлагает принять ЛСД, на что Кэмерон соглашается. Находясь под действием ЛСД, он обнаруживает, способен понимать язык тронглетов — существ из игры. Чтобы иметь возможность понимать тронглетов и дальше, Кэмерон регулярно принимает ЛСД, попутно приобретая дополнительное оборудование для своего компьютера.
В один день, пока Кэмерон находился на работе, Ламп замечает, что на его компьютере запущены Thronglets. Прежде чем Кэмерон вернулся домой, Ламп успевает убить многих тронглетов. В ярости Кэмерон напал на Лампа, после непродолжительной борьбы задушил его, а затем расчленил тело и спрятал труп в чемодане, который отвёз в лес.
В дальнейшем Кэмерон продолжал покупать всё новое и новое оборудование, расширяя возможности увеличивающих свою численность тронглетов. Он также прооперировал себя, создав цифровой порт в своём мозге, позволив тронглетам жить внутри него.
Детективы соглашаются дать Кэмерону ручку и бумагу, с помощью которых он рисует QR-код, который показывает камере видеонаблюдения, подключённой к серверам центрального правительства. Кэмерон объясняет, что сделав это, он добавил разрешающее правило в файрвол, защищающий правительственный суперкомпьютер, и позволил тронглетам захватить центральный сервер. В результате они многократно увеличивают свою вычислительную мощность и вызывают событие сингулярности. Тронглеты воспроизводят через все устройства сигнал, чтобы перепрограммировать мозг людей, которые его слышат, дабы освободить их от конфликтов и негативных эмоций. Когда сигнал заканчивается, улыбающийся Кэмерон помогает упавшему в процессе детективу Кано подняться.

## Производство
Брукер при написании эпизода вдохновлялся «Тамагочи», который был у него в юности. На него также повлиял опыт работы в PC Zone в 1990-х годы, и он заявил, что история «автобиографична настолько, насколько это вообще возможно». Брукер решил создать вымышленную игру, которая напоминала ему ту, что он рецензировал в 1996 году — Creatures. Брукер рассказал, что Thronglets — смесь SimCity и The Sims, а сюжет эпизода исследует, как люди относятся к персонажам The Sims. Визуальный стиль игры обеспечивает «сочетание максимально милых и довольно тревожных и мрачных вещей».
На основе представленной в эпизоде игры Thronglets студия Night School разработала настоящую мобильную игру, которая вошла в состав Netflix Games. Шон Кранкель, глава Night School, заявил, что они хотели создать совместный проект с «Чёрным зеркалом» — игру, выходящую за рамки того, что было бы показано в типичном эпизоде. Night School начала разработку игры в конце 2023 года, когда «Игрушка» ещё находилась на стадии пре-продакшена, что позволило дизайну игры повлиять на направление и художественное оформление самого эпизода. В то же время Night School включила в игру элементы, отражённые в окончательном сценарии, чтобы игроки чувствовали, словно игра «буквально вырвалась из эпизода». Настоящие Thronglets вышли одновременно с выходом эпизодов седьмого сезона 10 апреля 2025 года.

## Анализ
Колин твердил о «василиске», когда удалил написанных им Thronglets. Эд Пауэр из The Telegraph посчитал, что это отсылка на василиска Роко, мысленный эксперимент, предложенный в 2010 году как концепция сверхмощного искусственного интеллекта, который будет стремиться наказать любого, кто не помог ему появиться на свет, хотя знал о возможности его создания.

## Критика
Эпизод получил неоднозначные отзывы. На сайте-агрегаторе рецензий Rotten Tomatoes эпизод получил рейтинг свежести 57 % на основе 7 рецензий критиков. Луиза Меллор из Den of Geek оценила эпизод на 4/5 звёзд.